# ケマル・クルチダルオール
ケマル・クルチダルオール（Kemal Kılıçdaroğlu 発音 [ceˈmal kɯɫɯtʃˈdaɾoːɫu] ( 音声ファイル), 1948年12月17日 - ）は、トルコの政治家。
2010年から2023年まで最大野党共和人民党の党首を務めた。

## 人物・来歴
トルコ東部のトゥンジェリ県のナズミエに7人兄弟の4人目の子として生まれた 。アンカラ経済・商学アカデミー（現ガーズィー大学）で経済学を学び、1971年に卒業。
大学卒業後は財務省に入省し、会計士となった後フランスに派遣された。1983年には同省歳入局の副局長に任命される。1992年にはトルコ社会保険機関の事務局長に就任するなど、順調に出世した。
1999年に退官すると、政界入りを目指す。共和人民党のデニズ・バイカルに誘われ入党し、2002年の総選挙に同党から出馬して当選を果たす。2009年にはイスタンブール市長選挙に出馬したものの、与党公正発展党の候補に敗れた。
党首のデニズ・バイカルはスキャンダルの責任をとる形で、2010年5月10日に辞任。党内から圧倒的な支持を得て党首に就任した。
2023年4月20日、自身がアレウィー教徒であることを公言した。
2023年5月14日に執行された大統領選挙には野党統一候補として立候補。選挙戦では現職大統領のレジェップ・タイイップ・エルドアン政権下で加速したインフレの抑制やエルドアン自身の強権化に対する批判などを訴えて肉薄し、第1回目の投票では当選者が決まらなかったが、5月28日の決選投票で敗れた。